# 新安大桥
31°28′49″N 120°23′43″E / 31.480401°N 120.39535°E
新安北桥，也称新安运河大桥，是位于中华人民共和国江苏省无锡市新吴区雪梅路的一座大桥，跨京杭大运河。

## 特点
新安北桥属沪宁二级公路无锡东段线的跨京杭大运河大桥。该桥全长319.16米，1991年5月19日竣工。同年9月28日，无锡市人民政府举行大桥竣工仪式，江苏省副省长季允石、交通厅厅长徐华强、中共无锡市委书记刘济民、市长王宏民在新安大桥剪裁。该桥也是当时江苏省内第一座主孔60米的箱型连续梁桥。2005年7月改造。